# Vaccinium floccosum
Vaccinium floccosum là một loài thực vật có hoa trong họ Thạch nam. Loài này được (L.O. Williams) Wilbur & Luteyn miêu tả khoa học đầu tiên năm 1977.